# Игл Ривер (Висконсин)
Игл Ривер (енгл. Eagle River) град је у америчкој савезној држави Висконсин.

## Демографија
По попису из 2010. године број становника је 1.398, што је 45 (-3,1%) становника мање него 2000. године.
| Група             | 2000.         | 2010.         |
| Белци             | 1.376 (95,4%) | 1.291 (92,3%) |
| Афроамериканци    | 20 (1,4%)     | 11 (0,8%)     |
| Азијати           | 0 (0,0%)      | 1 (0,1%)      |
| Хиспаноамериканци | 12 (0,8%)     | 26 (1,9%)     |
| Укупно            | 1.443         | 1.398         |